# Panic (série télévisée)
Pour les articles homonymes, voir Panic.
Production
Diffusion
Panic est une série télévisée dramatique américaine pour adolescents créée par Lauren Oliver. L'histoire est basée sur son propre roman sorti en 2014 et portant le même nom. La série met en avant Olivia Welch, Mike Faist et Jessica Sula et est diffusée sur Prime Video à partir du 28 mai 2021.

## Synopsis
Dans un petit village de campagne éloigné de tout, chaque année des élèves de terminales risquent leur vie dans un jeu illégal qui peut leur faire gagner une grosse somme d'argent, et leur permettre de partir. Des juges anonymes lancent une série de défis aux compétiteurs qui les confrontent à leurs plus grandes peurs. Ils sont 47 au départ de la course  il n'en restera plus qu'un à la fin.

## Distribution

### Acteurs principaux
- Olivia Welch (VF : Sara Chambin) : Heather Nill
- Mike Faist (VF : Maxime Baudouin) : Dodge Mason
- Jessica Sula (VF : Adeline Chetail) : Natalie Williams
- Ray Nicholson (VF : Clément Moreau) : Ray Hall
- Enrique Murciano (VF : Olivier Jankovic) : le shérif Cortez
- Camron Jones (VF : Simon Koukissa-Barney) : Bishop Marks

### Acteurs récurrents et invités
- Bonnie Bedelia (VF : Blanche Ravalec) : Anne McCarthy
- Moira Kelly (VF : Isabelle Desplantes) : Melanie Cortez
- Nancy McKeon (VF : Dominique Vallée) : Jessica Mason
- Jordan Elsass (VF : Maxime Hoareau) : Tyler Young
- Rachel Bay Jones (en) (VF : Dorothée Pousséo) : Sherri Nill
- Stephen Dinh (VF : Adrien Larmande) : Troy Van
- Cosme Flores (VF : Arthur Pestel) : Drew Santiago
- Ben Cain (VF : Frantz Confiac) : George Moore
- Bryce Cass (VF : Kévin Goffette) : Adam Lyons
- Tatiana Roberts (VF : Camille Gondard) : Shawna Kenny
- Kerri Medders (VF : Jennifer Fauveau) : Ruby Anne McDonough
- Tate Panovich (VF : Emmylou Homs) : Myra Campbell
- Kariana Karhu (VF : Maryne Bertieaux) : Lily Nill
- Lee Eddy (en) (VF : Myrtille Bakouche) : Christine Langley
- Todd Williams (VF : Daniel Njo Lobé) : John Williams
- David Thompson (en) (VF : Martin Faliu) : Daniel Diggins
- Walker Babington (VF : Thibaut Belfodil) : Luke Hall

 Source et légende : version française (VF) sur RS Doublage

## Production

### Développement
Le 28 juin 2018, Amazon Studios commande un épisode pilote dans le cadre de leur nouvelle offre consacré aux jeunes adultes. Lauren Oliver est désigné pour travailler sur la création, l'écriture et l'adaptation de son propre roman, ainsi que pour la production exécutive dans le cadre de son contrat avec Amazon Studios en lien avec sa société de production Glasstown Entertainment. Parmi les autres producteurs exécutifs figurent Joe Roth et Jeff Kirschenbaum de Roth / Kirschenbaum Films et Adam Schroeder. Le 8 août 2018, Leigh Janiak est chargé de diriger et produire l'épisode pilote. Le 16 mai 2019, Amazon valide le pilote et lance la production de la série. Le 5 avril 2021, les dix épisodes commandés doivent être ajoutés au catalogue de Prime Video.

### Attribution des rôles
Le 28 août 2018, Olivia Welch, Mike Faist et Ashlei Sharpe Chestnut sont choisis en tant que personnages principaux de la série. Le 4 octobre 2018, Ray Nicholson, Will Chase et Kevin Alves sont choisis comme personnages secondaires récurrents de la série. Le 21 octobre 2018, Jessica Sula, Enrique Murciano et Camron Jones jouant les personnages principaux, remplacent respectivement Sharpe Chestnut, Chase et Alves. Bonnie Bedelia, Moira Kelly, Nancy McKeon et Rachel Bay Jones sont choisis comme personnages secondaires. Bryce Cass rejoint le casting récurrent en novembre 2019, suivi de Kerri Medders en janvier 2020.

### Tournage
Le tournage de l'épisode pilote a lieu en septembre 2018 à Los Angeles. Le tournage de la série complète commence fin octobre 2019 au Texas.

### Fiche technique
- Titre original : Panic
- Création : Lauren Oliver
- Production :
  - Jeff Kirschenbaum
  - Lauren Oliver
  - Joe Roth
  - Adam Schroeder
- Sociétés de production :
  - Amazon Studios
  - Glasstown Entertainment
  - Roth/Kirschenbaum Films
- Société de distribution : Amazon Studios
- Pays d'origine :  États-Unis
- Langue originale : Anglais
- Genre : Dramatique
- Date de première diffusion : 28 mai 2021

## Épisodes
1. Panic (Panic)
2. Au sommet (Heights)
3. Pièges (Traps)
4. De justesse (Escape)
5. Fantômes (Phantoms)
6. Sans issue (Dead-end)
7. Faire confiance (Trust)
8. Retournement (Returns)
9. En cage (Cages)
10. La joute (Joust)